# Phaneroturis tantillus
Phaneroturis tantillus är en insektsart som beskrevs av Otte, D. 1979. Phaneroturis tantillus ingår i släktet Phaneroturis och familjen gräshoppor. Inga underarter finns listade i Catalogue of Life.